# Katagami (Akita)
Katagami (潟上市 Katagami-shi?) es una ciudad localizada en la prefectura de Akita, Japón. En octubre de 2018 tenía una población de 32.310 habitantes y una densidad de población de 331 personas por km². Su área total es de 97,72 km².

## Geografía

### Municipios circundantes
- Prefectura de Akita
  - Akita
  - Oga
  - Ikawa
  - Gojōme
  - Ōgata

## Demografía
Según datos del censo japonés, la población de Katagami ha disminuido en los últimos años.
| Año del censo | Población |
| ------------- | --------- |
| 1995          | 34.660    |
| 2000          | 35.711    |
| 2005          | 35.814    |
| 2010          | 34.442    |
| 2015          | 33.083    |